# Limbi nilotice
Limbile nilotice care sunt un grup de limbi originale din estul Sudanului, dar vorbite pe o arie mai largă între sudul Sudanului și Tanzania de popoare nilotice, în special, migratori crescători de vite. Acestea sunt împărțite în trei subgrupe:
- limbi nilotice de est, cum ar fi Turkana și Maasai
- limbi nilotice de sud, cum ar fi Kalenjin și Datooga
- limbi nilotice de vest, cum ar fi Dinka și Luo